# Aloe ferox
Aloe ferox, comúnmente llamado áloe feroz o áloe del Cabo, es una especie del género aloe nativa de África, especialmente de las regiones de Sudáfrica.

## Descripción
Es una especie arborescente de lento crecimiento. Posee un tallo único que alcanza los 2-3 metros de altura. Las hojas se disponen en roseta alrededor del tallo, son suculentas, lanceoladas y pueden llegar a medir 1 m por 1 cm de ancho. De color verde glauco, tienen espinas rojizas a lo largo de los márgenes y a veces también en ambas caras. Las flores surgen de las axilas de las hojas más superiores, agrupadas en densas y largas inflorescencias con forma de candelabro de color amarillo, anaranjado o rojo, con manchas marrones en los lóbulos internos. La floración se produce de mayo a agosto, o algo más tarde en climas fríos.

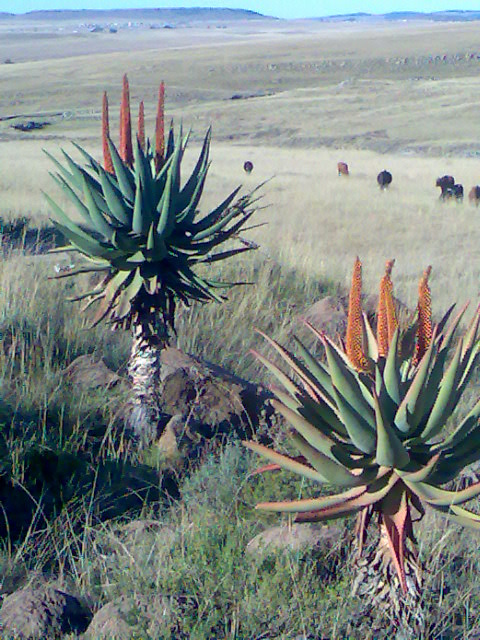
En su hábitat

## Distribución y hábitat

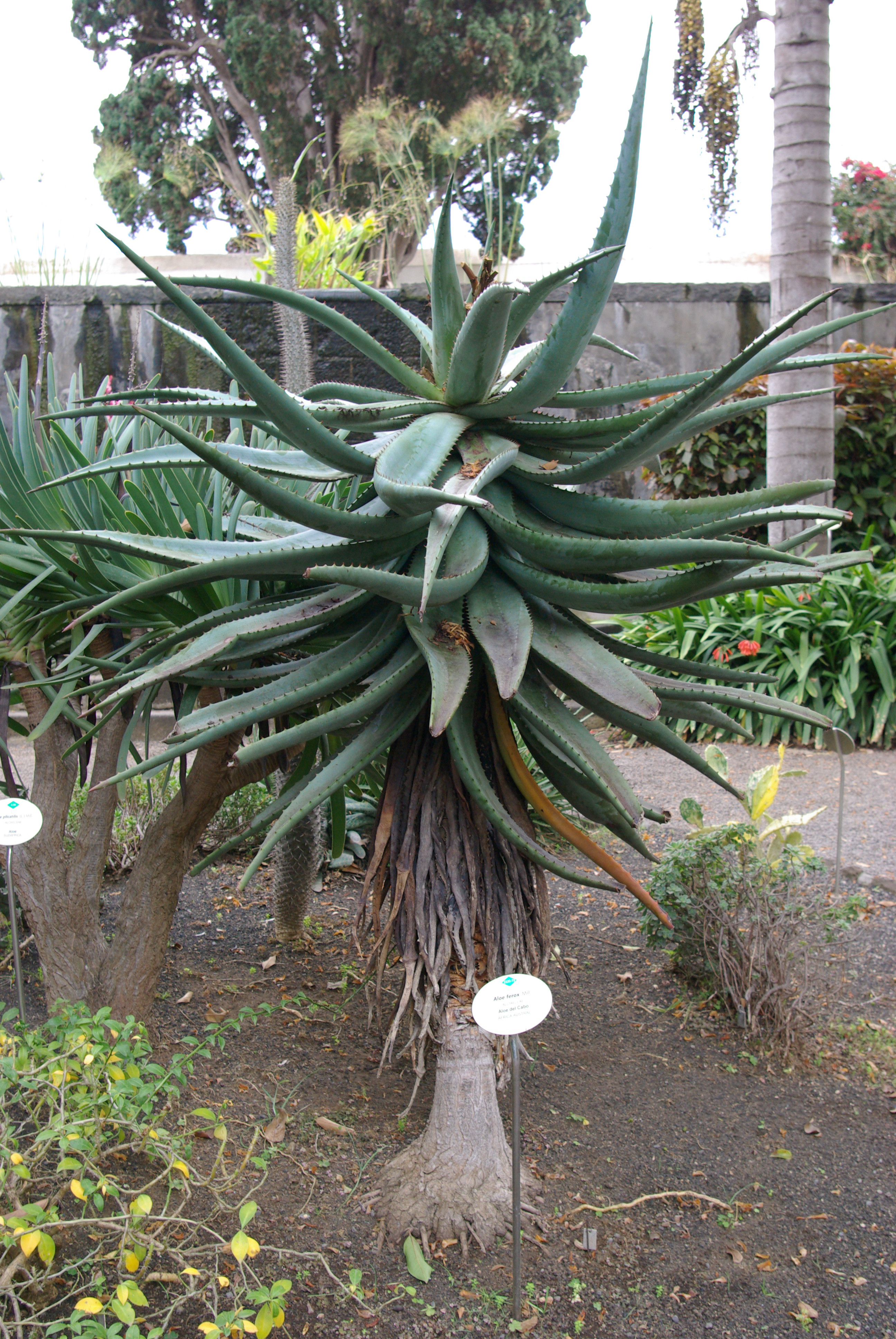
Hábito

Tiene una amplia distribución, que se extiende a lo largo de 1000 kilómetros desde el sur de Cabo Occidental hasta el sur de KwaZulu-Natal. También se encuentra en el área sur oriental del Estado Libre y en el sur de Lesoto.
Crece en una gran diversidad de hábitats como resultado de su extensa distribución. Es común en las laderas de los cerros rocosos. Al suroeste de El Cabo crece en praderas de fynbos y en el sur y el Cabo Oriental en los márgenes del Karoo. Se encuentra tanto en planicies como en zonas de matorral. Debido a la diversidad de hábitats y condiciones de crecimiento, las plantas pueden diferir físicamente de una zona a otra.

## Taxonomía
Aloe ferox fue descrita por Philip Miller y publicado en The Gardeners Dictionary: . . . eighth edition no. 22. 1768.
Sinonimia
- Aloe candelabrum A.Berger (No confundir con Aloe candelabro Aloe arborescens (Mill.) Aiton)
- Aloe ferox var. galpinii (Baker) Reynolds
- Aloe ferox var. incurva Baker
- Aloe ferox var. subferox (Spreng.) Baker (synonym)
- Aloe galpinii Baker
- Aloe horrida Haw.
- Aloe muricata Haw.
- Aloe pallancae Guillaumin
- Aloe perfoliata var. ferox (Mill.) Aiton
- Aloe pseudoferox Salm-Dyck
- Aloe subferox Spreng.
- Aloe supralaevis Haw.
- Aloe supralaevis var. erythrocarpa Baker
- Busipho ferox (Mill.) Salisb.
- Pachidendron ferox (Mill.) Haw.
- Pachidendron pseudoferox (Salm-Dyck) Haw.
- Pachidendron supralaeve (Haw.) Haw[4]
- Aloe subferox Spreng. (1825).
- Aloe supralaevis var. erythrocarpa Baker in W.H.Harvey & auct. suc. (eds.) (1896).

## Etimología
- ferox = "feroz"[6] refiriéndose al aspecto espinoso.

## Toxicidad
Las hojas de las especies del género Aloe pueden contener derivados hidroxiantracénicos, como la aloína, cuya ingestión puede suponer un riesgo para la salud. La aloína sólo está presente en el zumo que se extrae de las células del periciclo y el parénquima adyacente.

## Propiedades

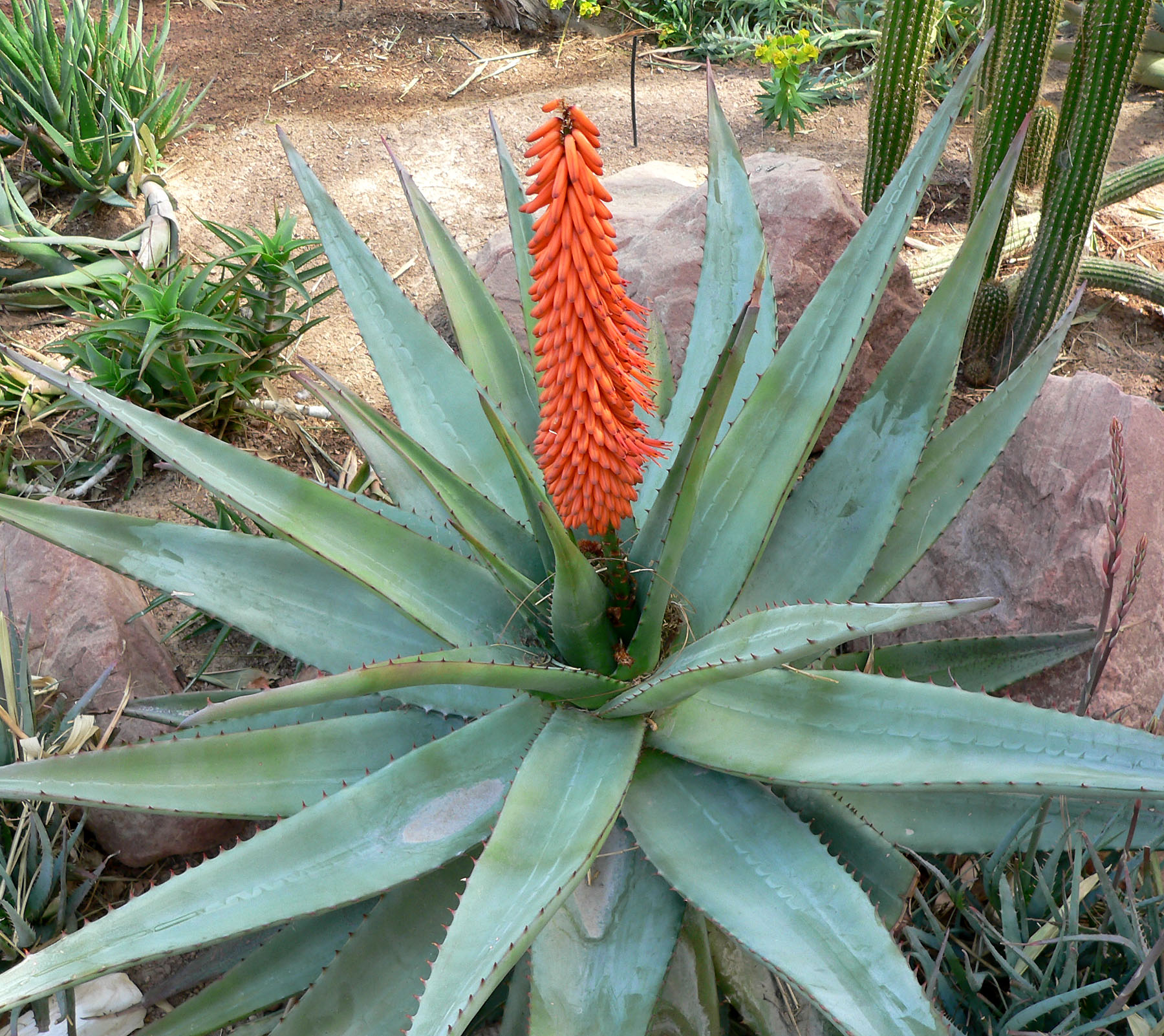
Inflorescencia

En uso externos es cicatrizante y se aplica en las quemaduras.[cita requerida]
El 9 de mayo de 2002, la U.S. Food and Drug Administration publicó una ley prohibiendo el uso del Aloe y la cáscara sagrada como ingredientes laxantes en productos medicinales sin receta médica.